# Ruth Aarons
Ruth Hughes Aarons född 11 juni 1918, i Stamford i Connecticut i USA, död 6 juni 1980, i Los Angeles i Kalifornien i USA var en amerikansk bordtennisspelare och världsmästare i singel och lag. 
Hon vann världsmästerskapstiteln i singel 1936 och var i final 1937 mot Gertrude Pritzi,  men båda spelarna diskvalificerades för inaktivt spel när Pritzi ledde (med 21-12, 8-21, 19-16). 2001 förklarades båda spelarna som vinnare i efterhand 
Totalt vann hon 5 medaljer i Bordtennis VM varav 3 guld, 1 silver och 1 brons.

## Hall of Fames
USATT Hall of Fame 1966 

## Meriter
- Bordtennis VM
  - 1936 i Prag
    - 1:a plats singel
    - 3:e plats dubbel (med Jessie Purves)
    - kvartsfinal mixed dubbel
    - 2:a plats med det amerikanska laget

  - 1937 i Baden (Niederösterreich)
    - Final i Singel mot Gertrude Pritzi, båda spelarna diskades
    - kvartsfinal dubbel
    - 1:a plats med det amerikanska laget

- - U.S. Open Championship
    - 1934, 1935, 1936 och 1937 [1]